# Ahoada Leste
Ahoada Leste é uma área de governo local do estado de Rios, na Nigéria, com sede em Ahoada. Tem 341 quilômetros quadrados e de acordo com o censo de 2016, havia 233 700 residentes.